# Boncourt (Eure-et-Loir)
Boncourt ist eine französische Gemeinde mit 283 Einwohnern (Stand: 1. Januar 2022) im Département Eure-et-Loir in der Region Centre-Val de Loire; sie gehört zum Arrondissement Dreux und zum Kanton Anet.

## Geographie
Boncourt liegt etwa 44 Kilometer nordnordwestlich von Chartres und etwa 60 Kilometer westlich von Paris. Umgeben wird Boncourt von den Nachbargemeinden Anet im Norden und Westen, Oulins im Norden und Nordosten sowie Rouvres im Süden und Osten.

## Bevölkerungsentwicklung
| Jahr                       | 1962 | 1968 | 1975 | 1982 | 1990 | 1999 | 2006 | 2013 |
| -------------------------- | ---- | ---- | ---- | ---- | ---- | ---- | ---- | ---- |
| Einwohner                  | 136  | 132  | 145  | 124  | 191  | 239  | 264  | 272  |
| Quellen: Cassini und INSEE |      |      |      |      |      |      |      |      |

## Sehenswürdigkeiten
- Kirche Saint-Martin

## Trivia
Anicée Alvina (1953–2006) ist hier begraben.